# کیارا گازولی
کیارا گازولی (انگلیسی: Chiara Gazzoli؛ زادهٔ ۲۱ اوت ۱۹۷۸) بازیکن فوتبال اهل ایتالیا است.
وی همچنین در تیم ملی فوتبال زنان ایتالیا بازی کرده‌است.